# Janez Drnovšek
Janez Drnovšek (Celje, 17. svibnja 1950. – Zaplana, 23. veljače 2008.), slovenski političar i državnik.
Kao mladi ekonomist se nakon dobivanja diplome 1973. godine zaposlio u poduzeću IGM Zagorje i 1981. godine magistrirao na temu analize organizacijskog razvoja tipičnog građevinskog poduzeća.
U početku 1980. je bio zaposlen kao direktor Ljubljanske banke u Trbovlju. Jednu godinu je radio kao ekonomski savjetnik jugoslavenskog veleposlanstva u Kairu, Egipat.
Godine 1986. je doktorirao s temom Međunarodni novčani sustav i Jugoslavija. Iste godine je postao slovenski delegat Odbora republika i pokrajina SFRJ; Na toj dužnosti je bio do 1989. godine, kada je bio na prvim izborima s više kandidata u Socijalističkoj Republici Sloveniji izabran za člana predsjedništva SFRJ.
15. svibnja 1989. je postao predsjednik Predsjedništva SFRJ;  na dužnosti predsjednika je bio do 15. svibnja 1990. 1992. godine je postao predsjednik stranke LDS, što je bio do 2003. Iste godine je postao predsjednik Vlade Republike Slovenije; na tom položaju je bio do 2002.
1999. godine su mu otkrili rak na bubregu, nakon čega su mu odstranili jedan bubreg.
Predsjednik Republike Slovenije je postao 2003. godine s predviđenim krajem mandata 2008. godine.
U prosincu 2005. je potvrdio, da ima sina Jaše, i također nezakonitu kći, skladateljicu Nanu Forte.
17. siječnja 2006. je u intervjuu za hrvatski tjednik Nacional izjavio, da su mu 2001. godine otkrili novonastale metastaze na jetri; protiv raka se od siječnja 2004. bori pomoću alternativne medicine.
30. siječnja 2006. je poslije 14 godina formalno istupio iz stranke LDS. U skladu sa zakonom je članstvo zamrznuo po imenovanju za predsjednika Slovenije. Kao razlog je naveo, da se želi potpuno posvetiti novoustanovljenomu civilno-društvenom Pokretu za pravičnost i razvoj.

## Zanimljivosti
- Osim materinjskog slovenskog jezika, Drnovšek je govorio hrvatski, engleski, francuski, španjolski, njemački i srpski jezik.

## Djela
- "Misli o životu i osvješćivanju" (Misli o življenju in zavedanju - 2006.)
- "Smisao svijeta i postojanja" 2007.
- "Razgovori" 2007.

| Prethodnik:               | Predsjednik Republike Slovenije 2002. – 2007. | Nasljednik:               |
| Milan Kučan 1991. – 2002. | Predsjednik Republike Slovenije 2002. – 2007. | Danilo Türk 2007. – 2012. |